# Chris Gayle
Chris Gayle (Kingston, 21 de setembro de 1979) é um jogador profissional de críquete da Jamaica, que representa as Índias Ocidentais. Ele é um arremessador, e exímio batedor e foi capitão da seleção nacional de seu país, entre 2007-2010.
Chris Gayle, atualmente ele defende o Dhaka Gladiators, Royal Challengers Bangalore e Jamaica National Cricket Team.